# مدارس شيكاغو الحكومية

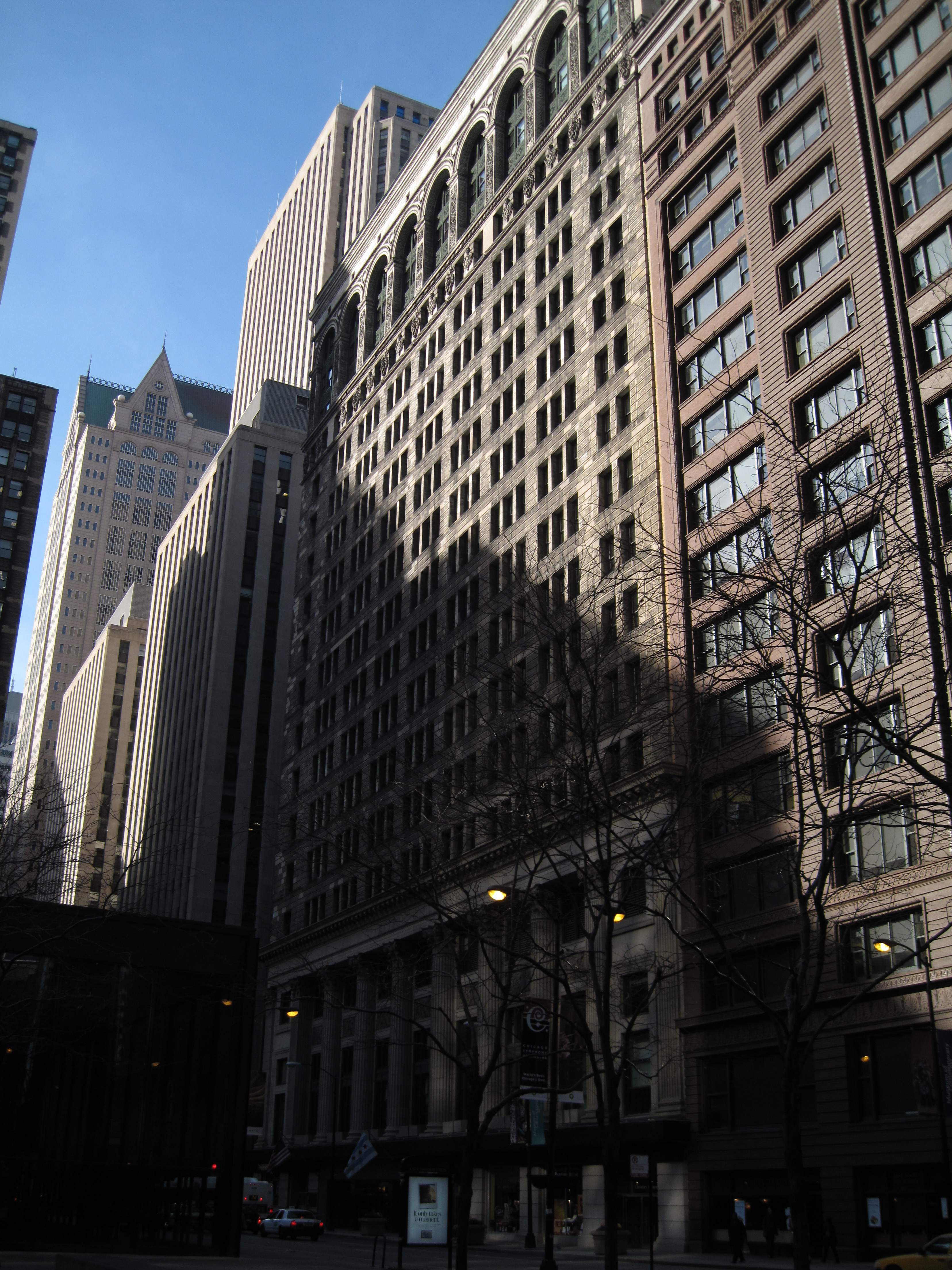
Former CPS headquarters

مدارس شيكاغو الحكومية (Chicago Public Schools) هي منطقة تعليمية تشمل أكثر من 600 مدرسة.

## وصلات خارجية
- مدارس شيكاغو الحكومية

(بالإنجليزية)